# Vetren, Silistra
Vetren (în bulgară Ветрен , în română Vetrina) este un sat în Obștina Silistra, Regiunea Silistra, Dobrogea de Sud, Bulgaria.
Între anii 1913-1940 a făcut parte din plasa Silistra a județului Durostor, România.

## Demografie
Componența etnică a satului Vetren
     Bulgari (100%)
     Nicio identificare (0%)
     Altele (0%)
La recensământul din 2011, populația satului Vetren era de 237 locuitori. Din punct de vedere etnic, majoritatea locuitorilor (100,0%) erau bulgari. Pentru 0,0% din locuitori nu este cunoscută apartenența etnică.